# 庭荠属
庭荠属（学名：Alyssum）是十字花科下的一个属，为一年、二年或多年生草本或半灌木状植物。该属共有约170种，分布于地中海及中东地区。

## 下属物种
本属包括以下物种：
归入本属的物种：
- Adyseton bidentatum Medik.
- Adyseton squamatum Medik.
- Gamosepalum alyssoides Hausskn.
- Gamosepalum lepidostellatum Hausskn. & Bornm.
- Gamosepalum mottleyana Hausskn.